# アウトウニオン・レーシングカー

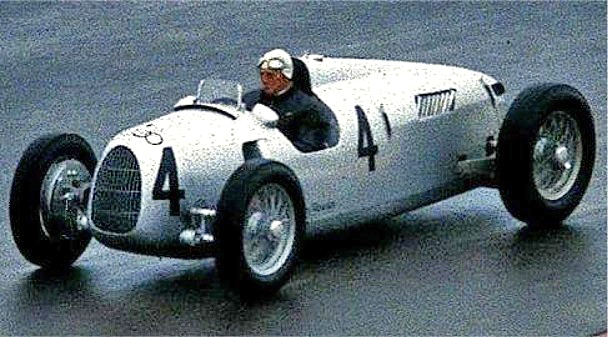
アウトウニオン・タイプC

アウトウニオン・レーシングカー（Auto-Union-Rennwagen ）は、1933年から1939年までアウトウニオンでレースのみを目的として製造された車両である。
アウトウニオン・グランプリ・レーシングカーはその全てのモデルがツヴィッカウにあるホルヒの製造工場に設置されたレース専門部署で開発・製造された。

## 概要
この車両には4種のモデルが存在するが、その内1934年から1937年にかけて使用されたタイプA、タイプB、及びタイプCはスーパーチャージャー付V型16気筒エンジンを搭載していた。一方で最後のモデルとなったタイプDは1938年導入の新レギュレーションに適合する約550馬力のV型12気筒エンジンを搭載しており、1938年から1939年にかけて使用された。
100 mph (160 km/h)の速度域でも発生するホイールスピンと、開発が進んでも解決されることは無かった著しいオーバーステアにより、アウトウニオン・レーシングカーは操縦が非常に困難なマシンになった。6L V16エンジンの代わりにV12エンジンを搭載したタイプDはエンジン出力が抑えられ、更にエンジンが占有するスペースが半分程度になったことで他のモデルに比べて優れた操縦性を持っていた。アウトウニオンのマシンのナーバスな操縦特性は、4輪のタイヤサイズが全て同じであったことと、非常に重いエンジン重量(特にタイプCに搭載された6L V16エンジン)、そして当時のレーシングカーは全くダウンフォースを持っていなかったという事実に起因していた。この様な条件の下ではマシンのリアを安定させることは事実上不可能であり、オーバーステアを解消することも同様に不可能であった。
レーシングカーのパフォーマンスに関わる物理学的、空気力学的な知識は1960年代になるまで蓄積されることは無く、アウトウニオンの洗練されたサスペンションをもってしてもセットアップ調整によってオーバーステアを解消することはできなかった。当時のレースで使用された幅の細いタイヤもオーバーステアを悪化させる要因であり、当時のタイヤが持つグリップの限界を越えたことで生まれた劣悪な操縦性は時代の先を行く先進性を示すものでもあった。
1935年から1937年のグランプリ・シーズンでアウトウニオンは25のレースに勝利した。アウトウニオンチームに所属したドライバーはエルンスト・フォン・デリウス、タツィオ・ヌヴォラーリ、ベルント・ローゼマイヤー、ハンス・スタック、そしてアキーレ・ヴァルツィ等だった。アウトウニオンの主要なライバルはメルセデス・ベンツのチームだったが、1936年と1937年のグランプリ・シーズンでアウトウニオンのマシンは大きな成功を収めた。ドイツの2チームのマシンは シルバー・アロー と呼ばれグランプリ・レーシングを支配した。その支配的状況は1939年の第二次世界大戦勃発まで続いた。

## 750kgフォーミュラ
1932年10月にパリの国際スポーツ委員会は「自動車の総重量はオイル、水、タイヤ抜きで最高750kg」というレーシングカーの新しい規定を定めた。これに興味を持ったフェルディナント・ポルシェは独自に設計を始め、カーレス、ローゼンベルガー、そして当時設計部長であったカール・ラーベらと討議して進め、1932年11月15日には算定書ができあがった。その中にはシリンダー角45度、ボアφ68mm×ストローク75mmで4,358cc、圧縮比7.0、最高回転数4,500rpmのV型16気筒エンジンを搭載し最高速度294km/hというデータがあり、これは後のアウトウニオン・レーシングカーと極めて正確に一致している。このレーシングカーを作り出すためにポルシェから独立し自らレース参加までできる前提で高性能車製作有限会社（Hochleistungsfahrzeugbau GmbH：HFB）が設立された。

## ポルシェにアウトウニオンから設計委託
1932年にアウトウニオンが成立すると、この750kg規定でレース参戦することを決定し、その設計を委託するため重役2人がポルシェを訪れた。フェルディナント・ポルシェは「それならもう私のポケットに入っていますよ」と答えたという。
設計はHFBからアウトウニオンに移管され、設計者フェルディナント・ポルシェの頭文字Pを取ってアウトウニオン・Pヴァーゲンと名付けられた。ポルシェとしての製作番号は22である。1933年3月にアヴスにてドイツ国民の前に姿を初めて現し、ハンス・スタックの運転で最初の記録走行が行なわれ、217.11km/hを記録した。1933年から1934年にかけての冬にフェルディナント・ポルシェ立ち会いの元、最初のテスト走行がモンツァ・サーキットとイタリア高速道路で行なわれた。最初の1-2年、750kg規定で行なわれたほとんどのレースにフェルディナント・ポルシェも立ち会い、ピットで2個のストップウォッチを操作して自らラップタイムを計測し、撮影し、レース展開に対し技術的指導をした。

## 設計
アウトウニオン・レーシングカーが採用したミッドシップ・レイアウトは戦後クーパー・カー・カンパニーによって再び注目を集めたが、戦前のレースカーでは極めて異例な設計だった。前から順にラジエーター、ドライバー、燃料タンク、エンジンという構成で並ぶレイアウトだった。

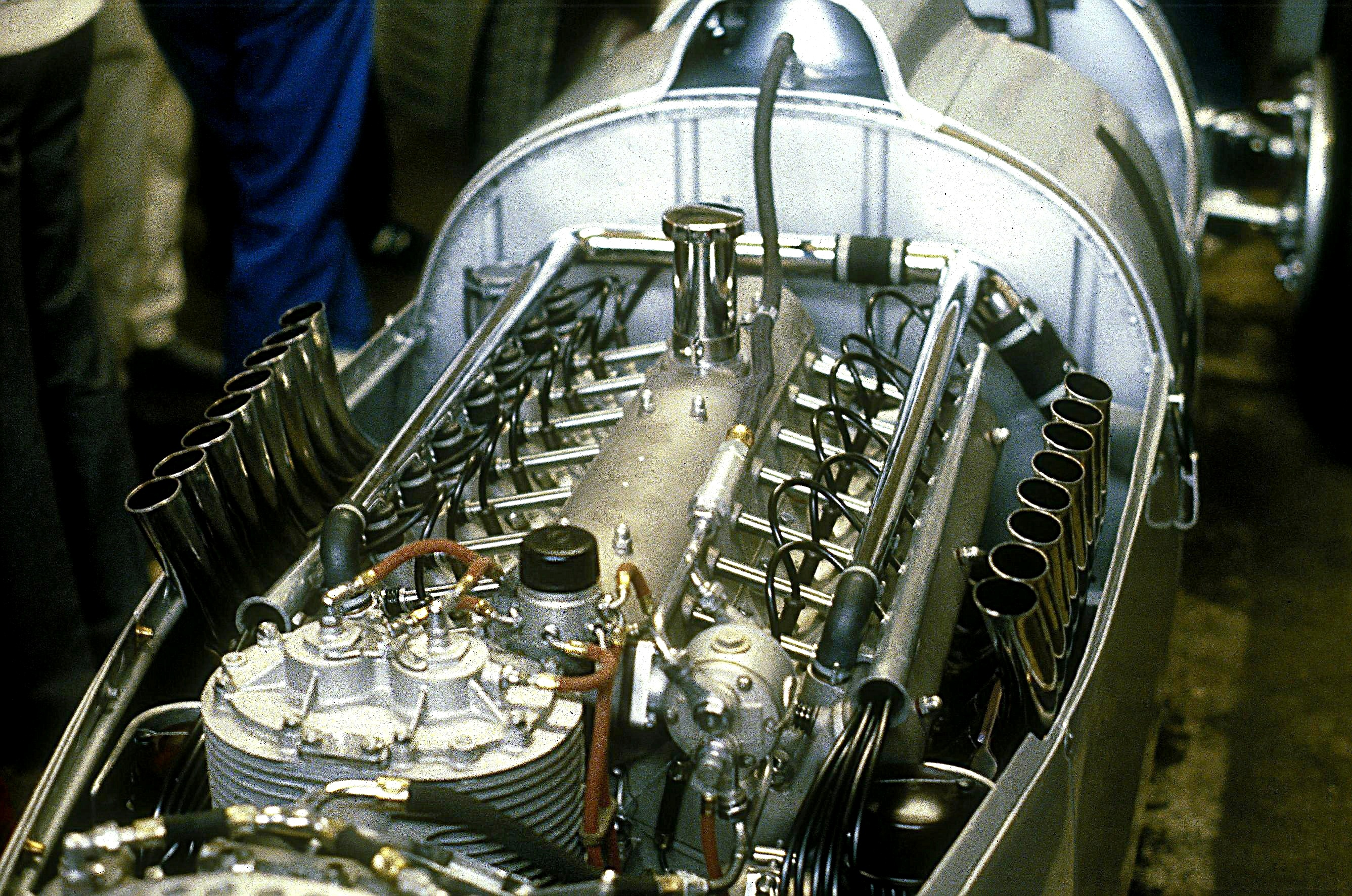
アウトウニオン・タイプCに搭載されたV型16気筒エンジン

ミッドシップ設計を採用するに当たっては当時のラダーフレームシャシーとサスペンションの低い剛性が問題になった。エンジンを車体の中心付近に搭載したことでシャシーへの負荷が増大した結果、旋回時にターニングアングル(左右前輪の切れ角)が変化することになり、オーバステアを引き起こした。
フロントサスペンションは全てのモデルで独立懸架式であり、平行する2本のトレーリングアームとトーションバースプリングを組み合わせた上下2段式トレーリングアーム・サスペンションを搭載した。
初期のモデルではリアサスペンションに当時最新鋭だったスイングアクスル式サスペンションを採用したが、これはオーバーステア特性を改善する為のフェルディナント・ポルシェによるアイディアだった。
後期モデルであるタイプDのリアサスペンションにはメルセデス・ベンツのマシンに倣ってド・ディオンアクスルが採用されたが、タイプDのスーパーチャージャー付V12エンジンの出力は最終的に550馬力に達し、オーバーステア特性を悪化させた。
アウトウニオン・レーシングカーのオリジナルのエンジンはフェルディナント・ポルシェが設計したV16エンジンだったが、1938年のレギュレーション改定でスーパーチャージャー付エンジンの最大排気量が3.0Lに制限されたことを受けて新開発のV12エンジンに変更された。
タイプAのエンジンは本来6.0L V16エンジンとして設計されたが、実際に搭載されたエンジンは排気量4,358 cc のV16エンジンで295 bhp (220 kW)を発生した。2つのシリンダーブロックはバンク角45度で配置された。このエンジンでは1本のカムシャフトが32のバルブ全ての開閉を行い、半球状シリンダーヘッド内の吸気バルブはロッカーアームで直接カムシャフトに接続されたが、排気バルブ側のロッカーアームはスパークプラグの上を通るパイプ内のプッシュロッドを介してカムシャフトと接続された。構造上このエンジンは3つのヘッドカバーを持つことになった。
アウトウニオン・レーシングカーのV16エンジンは低回転域から充分なトルクを発生したが、その柔軟なトルク特性はベルント・ローゼマイヤーがニュルブルクリンクで1つのギアのみで走行してみせたことで実証された。
ボディー開発は現存する科学研究機関であるドイツ航空宇宙センターの風洞を利用して行われた。燃料タンクは車体の中央、ドライバーの着座位置直後に設置されていたが、これはレース中の燃料消費による前後の重量バランスの変化が起きないという利点をもたらした。(この点から燃料タンクは現代のフォーミュラカーでも同様の位置に設置される。)初期のモデルではシャシーフレームの鋼管を通してラジエーターからエンジンに冷却水を送る設計になっていたが、冷却水の漏洩が発生するこのシステムは最終的に放棄された。

## 車両

### 開発
アウトウニオン・レーシングカーの開発は1933年にホルヒの専門的技術者によって始められた。初走行は1933/34年の冬にニュルブルクリンク、アヴス、モンツァ等のサーキットで行われた。開発作業は1942年になって完全に停止するまで続けられた。
メルセデス・ベンツのマシン開発は元レーシングドライバーのルドルフ・ウーレンハウトによって指揮されており、ウーレンハウトは自らマシンに乗ることで開発作業に的確なフィードバックを提供していた。これを受けてアウトウニオンも更なるフィードバックを得るための車載計測器を開発する必要に迫られた。アウトウニオンはテスト走行中、ぜんまい式の装置と円盤形の紙を組み合わせてエンジン回転数等のデータを記録することでエンジニアが後日走行データを分析することを可能にした。
分析の結果、コーナー脱出時の加速で内側のリアタイヤが激しく空転しており、コーナリング時のマシンの挙動を悪化させていることが判明した。この問題は1935年シーズンの終わりに搭載されたポルシェ発案のZF製リミテッド・スリップ・デフによって大幅に軽減された。
アウトウニオン・タイプAの開発が終わると、フェルディナント・ポルシェは息子のフェリー・ポルシェに日常的な業務を引き継がせ、フォルクスワーゲン・ビートルの生産工場の準備に専念したが、アウトウニオンに対するポルシェの協力は後継モデルのタイプB、タイプCの開発においても継続された。技術進化によって軽量かつ大パワーのエンジンを搭載するマシンが登場し、レースの高速化と事故の頻発を招いたことで750kgフォーミュラは廃止され、両者の協力関係も終わりを告げた。
新レギュレーションに準拠するアウトウニオン・タイプDの開発を担当したのは工学博士のローベルト・エーベラン・フォン・エバーホルストだった。タイプDは750kgの最低重量規定と過給器付きで3.0L、自然吸気で4.5Lという最大排気量規定の下で設計された。タイプDは基本的にV12エンジンを搭載したが、排気量無制限のヒルクライムイベント仕様のタイプDは引き続きタイプC用のV16エンジンをファイナルギアを調整したギアボックスと組み合わせて使用した。

### 1934年
ボアφ68mm×ストローク75mmで4,358cc、過給圧0.60バール、圧縮比7.0で295PS/4,500rpm、トルク54kgm。
この年アウトウニオンの公式レースチームはハンス・スタック、アウグスト・モムベルガー、プリンツ・ツー・ライニンゲンの3人であった。
ドイツグランプリはハンス・スタックとメルセデス・ベンツのルドルフ・カラツィオラとの激しい一騎討ちになった。結局カラツィオラはリタイヤしスタックがトップに立ったが、ゴール4周前に水温計が100度を示した。スタックはピット前でラジエターを指差し、アウトウニオンのピットではスタックをピットインさせようとしたが、フェルディナント・ポルシェは18周もしたのに突然冷却水が過熱することはあり得ず温度計の故障であろうと看破し、ゴールまで完走、これが国際レースにおけるアウトウニオンの初勝利となった。このレースでの平均速度は122.93km/hであった。
スイスグランプリではハンス・スタックが1位、アウグスト・モムベルガーが2位であった。
イタリアグランプリはハンス・スタックとプリンツ・ツー・ライニンゲンが乗り継いで2位となった。
秋に記録達成を目指して流線型ボディを備え、スタックの運転により7つの世界記録と8つの国際記録を樹立した。

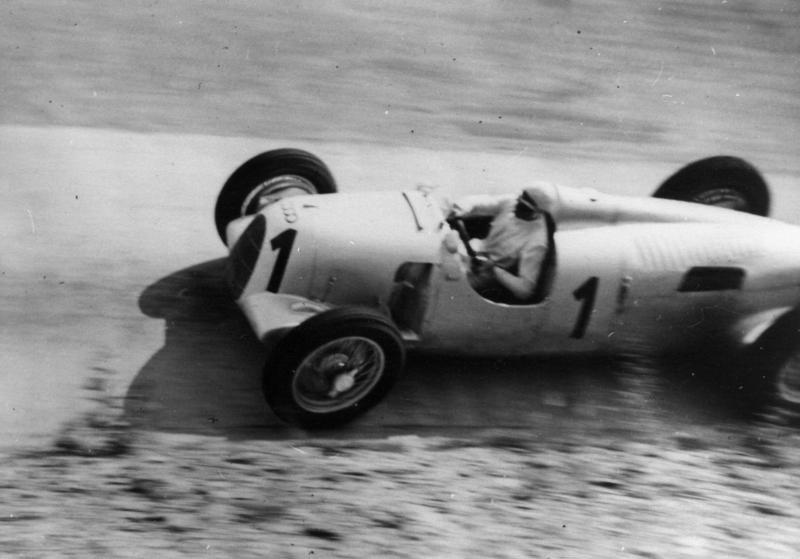
カーナンバー1のタイプCでニュルブルクリンクを周回するベルント・ローゼマイヤー

### 1935年
ボアφ72.5mm×ストローク75mmで4,954cc、過給圧0.75バール、圧縮比8.95で375PS/4,800rpm、トルク66kgm。
モンツァ・サーキットにおけるイタリアグランプリでハンス・スタックが優勝したが、メルセデス・ベンツの成果には及ばず、アウトウニオンはさらに優れたレーシングドライバーを探し、ニュルブルクリンクで行なわれたアイフェル・レースからベルント・ローゼマイヤーを出場させた。アウトウニオン・レーシングカーはオーバーステアの傾向があり他のドライバーがなかなか乗りこなせない中でローゼマイヤーは最初からうまく乗りこなし、このレースでは最後の2km直線でエンジン不調に陥り抜かれたものの、最終ラップでカラツィオラを押さえてトップに立っていた。
スイスグランプリではすでにベルント・ローゼマイヤーがトップドライバーとなっており、3位に入賞した。
フィレンツェでスタックの運転によりフライングスタート1kmで326.9km/hを記録した。

### 1936年
シーズンオフにエンジンを大幅に改良し、ボアφ75mm×ストローク85mmで6,008cc、過給圧0.95バール、圧縮比9.2で520PS/5,000rpm、トルク87kgm。
1935年は「メルセデスの年」と言われたが、1936年は「アウトウニオンの年」となった。ベルント・ローゼマイヤーはドイツグランプリ、スイスグランプリ、イタリアグランプリに連勝し、トリポリのメラハでも優勝した。ニュルブルクリンクでは周回10分を切るのが長い間夢の目標とされて来たが、これもこの年のドイツグランプリ3周目にローゼマイヤーが9分56秒4で周回し達成した。
ローゼマイヤーは1936年のヨーロッパ選手権チャンピオンとなり、ヨーロッパ・ヒルクライム選手権でもタイトルを獲得した。ローゼマイヤーのタイトル獲得はアウトウニオンにとって最初で最後のヨーロッパ選手権タイトルとなった。

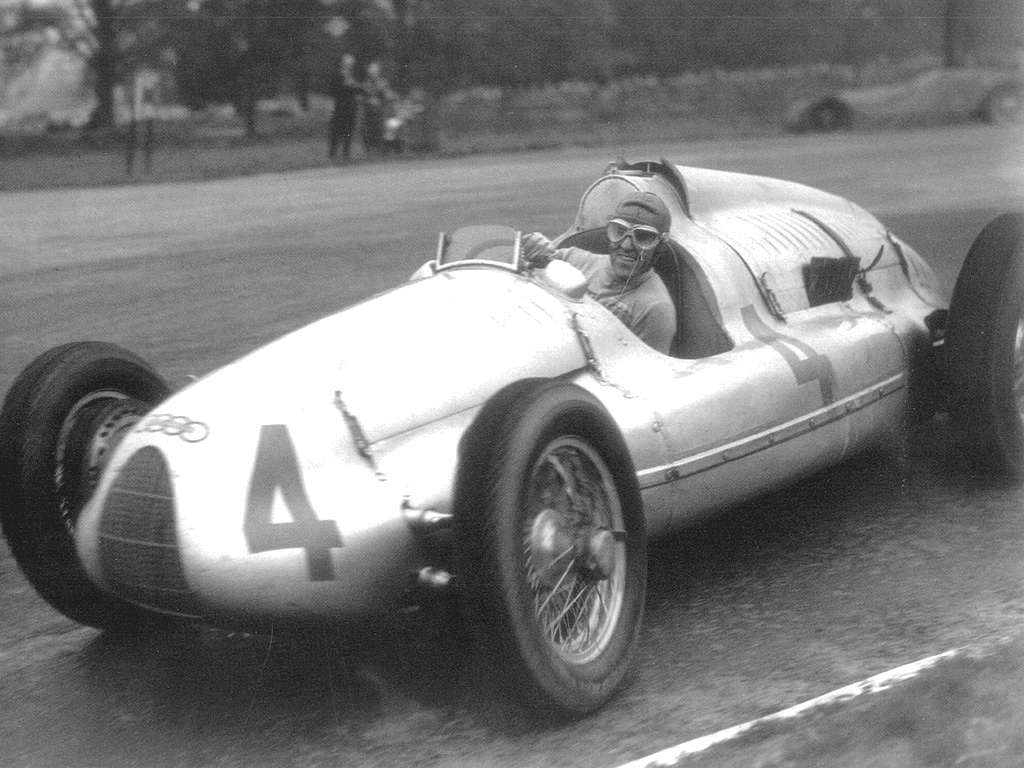
タイプDを操るヌヴォラーリが1939年ベオグラードでのグランプリを制した。

### 1937年
ボアφ77mm×ストローク85mmで6,333cc、過給圧0.94バール、圧縮比9.2で545PS/5,000rpm、トルク90kgm。
1937年のグランプリ・シーズンで使用されたタイプCは基本的に1936年シーズンのものと同一だったが、新設計のメルセデス・ベンツ・W125に対して予想以上の善戦を見せた。メルセデスがシーズン7勝を挙げたのに対しアウトウニオンは5勝を挙げた。ローゼマイヤーはアイフェルレンネン、ドニントングランプリ、コッパアチェルボ、そしてヴァンダービルト・カップで勝利し、トリポリグランプリでは2位を獲得した。ベルギーグランプリではルドルフ・ハッセが優勝、スタックが2位に入った。フォン・デリウスはアヴスレンネンで2位を獲得した。

### 1938年
1938年シーズンはアウトウニオンにとって困難に満ちたものになり、3Lの最大排気量規定への対応に苦慮する中、シーズン開幕前の地上速度記録挑戦中にローゼマイヤーが事故死するという不幸にも見舞われた。
新たにチームに加入したトップドライバーとして名高いタツィオ・ヌヴォラーリがイタリアグランプリとドニントングランプリで優勝したものの、1938年のアウトウニオン・チームは不振に終わり、ヌヴォラーリが2つのグランプリに勝利し、スタックが再びヨーロッパヒルクライム選手権を制した他には目立った成績を残すことができなかった。

### 1939年
1939年にはヨーロッパを戦争の影が覆いつつある中、ヌヴォラーリがベオグラードでのユーゴスラビアグランプリで優勝を飾った。ヌヴォラーリはこの年のアイフェルレンネンでも2位を獲得した。ヘルマン・パウル・ミューラーはフランスグランプリで勝利し、ドイツグランプリでも2位でフィニッシュした。その他にはハッセがベルギーグランプリで、ゲオルグ・マイアーがフランスグランプリでそれぞれ2位を記録した。

## AIACRヨーロッパ選手権成績
| 年    | チーム         | シャシー | エンジン | ドライバー                   | 1   | 2   | 3   | 4   | 5   | 6   | 7   | EC   | Pts |
| ----- | -------------- | -------- | -------- | ---------------------------- | --- | --- | --- | --- | --- | --- | --- | ---- | --- |
| 1935  | アウトウニオン | タイプB  | 5.0 V16  |                              | MON | FRA | BEL | GER | SUI | ITA | ESP |      |     |
| 1935  | アウトウニオン | タイプB  | 5.0 V16  | ハンス・スタック             |     | Ret |     | 2   | 11  | 1   | Ret | 5th  | 36  |
| 1935  | アウトウニオン | タイプB  | 5.0 V16  | アキーレ・ヴァルツィ         |     | 5   |     | 8   | 4   | Ret | Ret | 7th  | 39  |
| 1935  | アウトウニオン | タイプB  | 5.0 V16  | ベルント・ローゼマイヤー     |     | Ret |     | 4   | 3   | Ret | 5   | 7th  | 39  |
| 1935  | アウトウニオン | タイプB  | 5.0 V16  | パウル・ピーチュ             |     |     |     | 9   |     | 3   |     | 15th | 47  |
| 1936  | アウトウニオン | タイプC  | 6.0 V16  |                              | MON | GER | SUI | ITA |     |     |     |      |     |
| 1936  | アウトウニオン | タイプC  | 6.0 V16  | ベルント・ローゼマイヤー     | Ret | 1   | 1   | 1   |     |     |     | 1st  | 10  |
| 1936  | アウトウニオン | タイプC  | 6.0 V16  | ハンス・スタック             | 3   | 2   | 3   | Ret |     |     |     | 2nd  | 15  |
| 1936  | アウトウニオン | タイプC  | 6.0 V16  | アキーレ・ヴァルツィ         | 2   |     | 2   | Ret |     |     |     | 4th  | 19  |
| 1936  | アウトウニオン | タイプC  | 6.0 V16  | エルンスト・フォン・デリウス |     | 6   |     | 3   |     |     |     | 7th  | 23  |
| 1936  | アウトウニオン | タイプC  | 6.0 V16  | ルドルフ・ハッセ             |     | 4   | 5   |     |     |     |     | 10th | 24  |
| 1937  | アウトウニオン | タイプC  | 6.3 V16  |                              | BEL | GER | MON | SUI | ITA |     |     |      |     |
| 1937  | アウトウニオン | タイプC  | 6.3 V16  | ハンス・スタック             | 2   | Ret | 4   | 4   | 9   |     |     | 5th  | 20  |
| 1937  | アウトウニオン | タイプC  | 6.3 V16  | ベルント・ローゼマイヤー     |     | 3   | Ret | Ret | 3   |     |     | 7th  | 28  |
| 1937  | アウトウニオン | タイプC  | 6.3 V16  | タツィオ・ヌヴォラーリ       |     |     |     | 5   |     |     |     | 7th  | 28  |
| 1937  | アウトウニオン | タイプC  | 6.3 V16  | ルドルフ・ハッセ             | 1   | 5   | Ret |     |     |     |     | 7th  | 28  |
| 1937  | アウトウニオン | タイプC  | 6.3 V16  | ヘルマン・パウル・ミューラー | Ret | Ret |     |     | 5   |     |     | 14th | 33  |
| 1937  | アウトウニオン | タイプC  | 6.3 V16  | アキーレ・ヴァルツィ         |     |     |     |     | 6   |     |     | 20th | 36  |
| 1937  | アウトウニオン | タイプC  | 6.3 V16  | ルイジ・ファジオーリ         | DNS |     |     | 7   |     |     |     | 20th | 36  |
| 1937  | アウトウニオン | タイプC  | 6.3 V16  | エルンスト・フォン・デリウス |     | Ret |     |     |     |     |     | 30th | 38  |
| 1938  | アウトウニオン | タイプD  | 3.0 V12  |                              | FRA | GER | SUI | ITA |     |     |     |      |     |
| 1938  | アウトウニオン | タイプD  | 3.0 V12  | タツィオ・ヌヴォラーリ       |     | Ret | 9   | 1   |     |     |     | 5th  | 20  |
| 1938  | アウトウニオン | タイプD  | 3.0 V12  | ヘルマン・パウル・ミューラー |     | 4   | Ret | Ret |     |     |     | 5th  | 20  |
| 1938  | アウトウニオン | タイプD  | 3.0 V12  | ハンス・スタック             |     | 3   | 4   | Ret |     |     |     | 5th  | 20  |
| 1938  | アウトウニオン | タイプD  | 3.0 V12  | ルドルフ・ハッセ             | Ret | Ret |     |     |     |     |     | 14th | 28  |
| 1938  | アウトウニオン | タイプD  | 3.0 V12  | クリスチャン・カウツ         | Ret |     | Ret | Ret |     |     |     | 14th | 28  |
| 1939  | アウトウニオン | タイプD  | 3.0 V12  |                              | BEL | FRA | GER | SUI |     |     |     |      |     |
| 1939  | アウトウニオン | タイプD  | 3.0 V12  | ヘルマン・パウル・ミューラー | Ret | 1   | 2   | 4   |     |     |     | 1st  | 12  |
| 1939  | アウトウニオン | タイプD  | 3.0 V12  | タツィオ・ヌヴォラーリ       | Ret | Ret | Ret | 5   |     |     |     | 4th  | 19  |
| 1939  | アウトウニオン | タイプD  | 3.0 V12  | ルドルフ・ハッセ             | 2   |     | Ret | Ret |     |     |     | 6th  | 20  |
| 1939  | アウトウニオン | タイプD  | 3.0 V12  | ゲオルグ・マイアー           | Ret | 2   | Ret |     |     |     |     | 8th  | 22  |
| 1939  | アウトウニオン | タイプD  | 3.0 V12  | ハンス・スタック             |     | 6   | Ret | 10  |     |     |     | 9th  | 23  |
| 出典: |                |          |          |                              |     |     |     |     |     |     |     |      |     |

太字 – ポールポジション

斜体 – ファステストラップ

## 現存車両

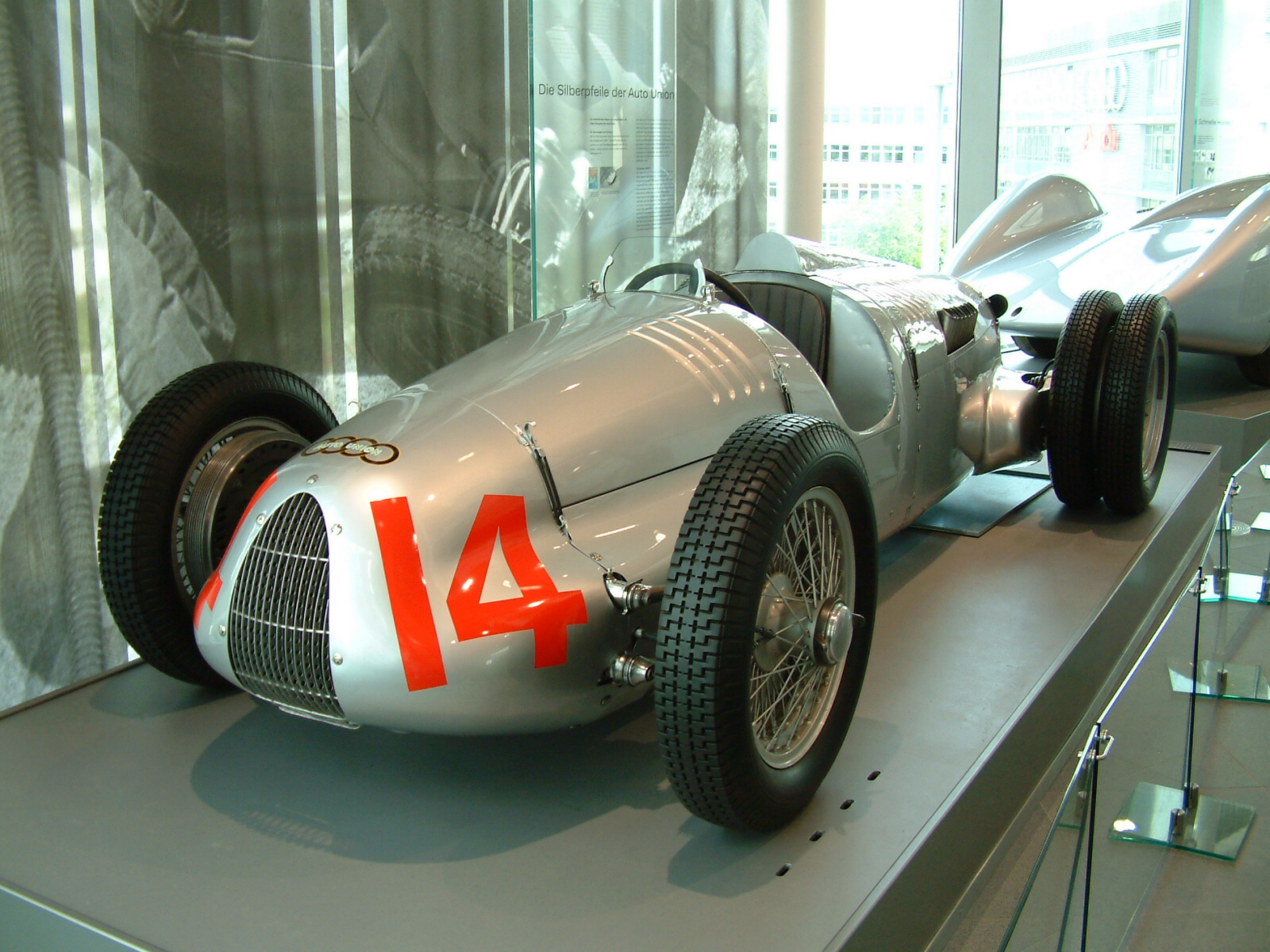
インゴルシュタットのアウディ博物館に展示される1938年型V16エンジン搭載タイプC/D

当時のレーシングカーが保存されることは非常に稀であり、一線を退いた旧型車両の構成部品は必要に応じて後のモデルの部品として流用されたり、修理に使用されたりすることで失われていた。旧型車両の一部が残ったとしても不要になった車両は開発資金の補填のためにスクラップにされた上で売却されるのが常だった。
第二次世界大戦末期には推定で18台のアウトウニオン・レーシングカーが、アウトウニオンのレース車両製造所があったザクセン州ツヴィッカウ郊外の炭坑内に隠された。しかし1945年に赤軍がドイツに侵攻すると秘匿されたマシンは発見され、戦利品として接収された。ツヴィッカウは戦後の東ドイツ内に位置していたため、アウトウニオンの残された数少ないマシンはソビエト連邦に送られ、研究の為にNAMI (中央自動車研究所)をはじめとする科学研究機関や自動車製造業者に分配されることとなった。アウトウニオン社自体も西ドイツに移転することを余儀なくされ、1949年にインゴルシュタットで再結成された新生アウトウニオンは最終的に今日のアウディに発展していった。
今日ではソビエト連邦に接収されたマシンの大部分はスクラップにされていると考えられ、タイプA及びタイプBは現存していないとされる。現存しているのは1台のタイプCと3台のタイプD、そしてヒルクライム仕様のタイプC/Dの混成モデルが1台のみとされる。
唯一現存する1台のタイプCはローゼマイヤーの死後、タイプCが2、3台しか現存しなくなったことを受けてアウトウニオンがドイツ博物館に寄贈したものだった。車体には戦中の爆撃で受けた損傷の跡があり、今でも確認できる。1979年から1980年にかけてアウディはこのマシンのレストア作業を外部に委託する形で行い、車体とエンジン、トランスミッションに保存状態を維持できる範囲でのオーバーホールを実施した。

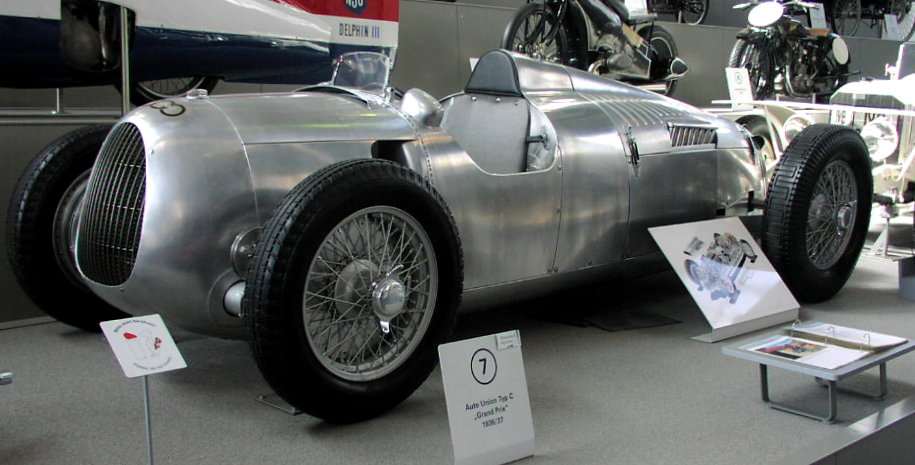
ミュンヘンのドイツ博物館に展示されるオリジナルのタイプC

接収された内の1台は技術分析を目的としてモスクワに送られた。1976年にはジルの工場でスクラップの為の解体作業を待っていたこの車両は、破壊される前にラトビア・アンティーク自動車クラブ会長のヴィクトル・クルベリによってリガ自動車博物館に移された。

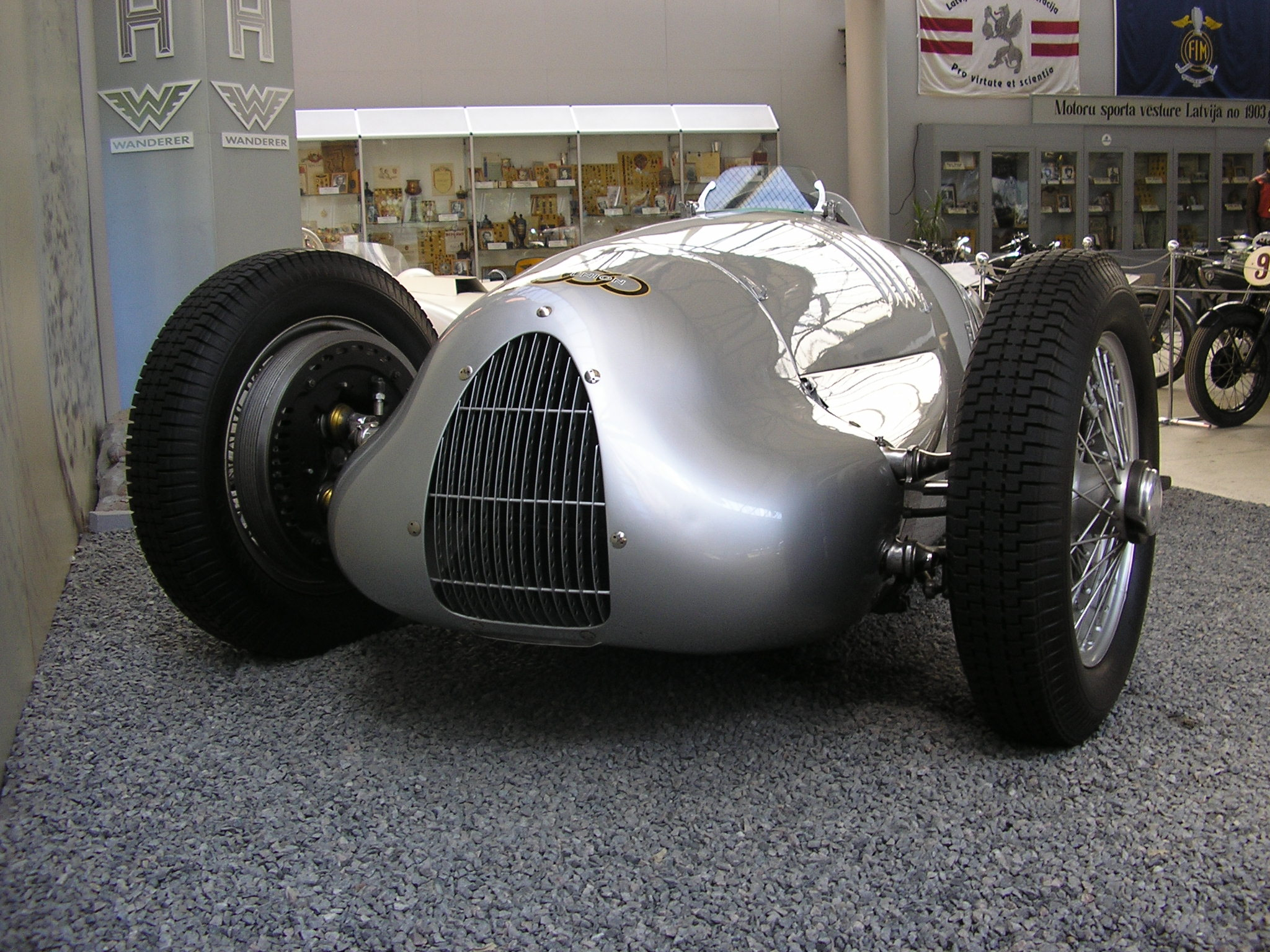
リガ自動車博物館に展示される1938年型タイプC/Dのレプリカ

ソビエト連邦の崩壊後、アウディの技術者はこの車両が16気筒エンジンのヒルクライム用タイプC/D混成モデルであることを確認し、アウディはこの車両をそのレプリカと引き換えに入手した。オリジナルの車の再生産不可能な部品が全て保存されていること、レプリカは再生産可能な部品とアウディが既に製作していたレプリカマシンの部品を利用して製作することが取引の条件だった。アウディがこの取引で費やした資金額は公開されなかった。1997年にはイギリスのバックステッドに拠点を置くクロスウェイト&ガーディナーと、同じくイギリスのオワーに拠点を置くローチ・マニュファクチャリングがアウディから依頼を受けてこの車両のレストアを行い、同時にレプリカも製作した。アウディ博物館に展示されているオリジナルの車両はモーターショーで展示される他、アウトウニオンのドライバー、ハンス・スタックの息子で自身も長年アウディのレースカーをドライブしたハンス＝ヨアヒム・スタックがレースイベントの際にデモンストレーション走行を披露することもある。一方、レプリカ車両は2007年のグッドウッド・フェスティバル・オブ・スピードで初めて公開され、ピンク・フロイドのニック・メイスンの手でデモンストレーション走行を行った。現在このレプリカはリガ自動車博物館に展示されている。
アメリカの自動車愛好家ポール・カラシックはシャシー番号19の車体がロシアにあることを突き止め、入手したそのシャシーに別のタイプDの残骸から回収したエンジンを組み合わせたものをクロスウェイト&ガーディナー社に持ち込んでレストアを依頼した。レストアされた車両は2007年2月にパリのクリスティーズでオークションにかけられることになっていた。 
自動車オークションにおける史上最高の落札価格(1200万ドル以上)が予想されたが、この封印入札方式でのオークションでは1人も買い手を見つけることができなかった。シャシーとエンジンが同一の車体からのものではなかったこと、シャシーとエンジンの型番がこの車両であるとされていたオリジナルのマシンのものと一致しないことが発覚したのが原因だった。
この車両は2009年8月に再びオークションにかけられ、オークションハウスのボナムスは落札額を最低550万ポンドと見込んだ。入札額は600万ポンドで滞り、このオークションは流札となった。

### レプリカ

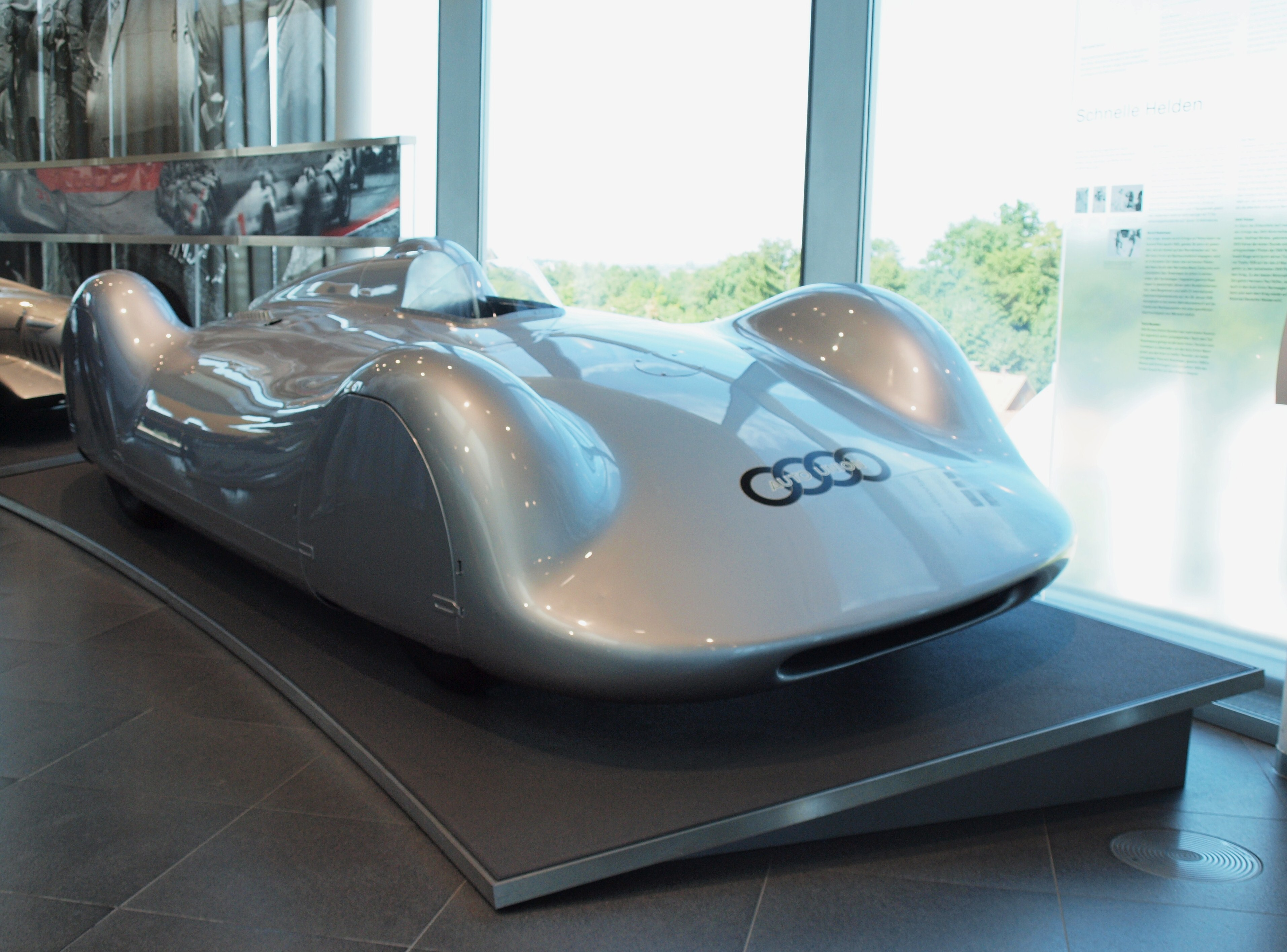
インゴルシュタットのアウディ自動車博物館に展示されるタイプCストリームライナーのレプリカ

2000年にアウディはタイプC・ストリームライナー(流線型モデル)のレプリカの製作を依頼し、2000年5月には完成したレプリカがフランスのリナ・モンレリの有名なバンクコースを走行した。アヴスで行われたオリジナル車両の初走行でベルント・ローゼマイヤーが380 km/h (236 mph)を記録してから63年が経過していた。 
現在この車両はインゴルシュタットのアウディ自動車博物館に展示されているが、世界各地で行われる自動車関連イベントに参加することもあり、アウディの100周年を記念して2008年のグッドウッド・フェスティバル・オブ・スピードにも姿を見せた。
2004年にはアウトウニオン・ヴァンダラー・ストリームラインスペシャルのレプリカが生産されることが発表され、3台の車両がレストア業者のヴェルナー・ジンケGmbHによって製作された。これを記念してアウディ・トラディションはカーナンバー17番の車両の43分の1スケールモデルを製作した。 
製作された車両はオリジナルの車両も65年前に参戦したレース、リエージュ－ローマ－リエージュにも参加した。
2台の車両はインゴルシュタットのアウディ博物館に展示されており、残る1台はベルギーのアウディ輸入業者ディエトランが所有している。

## 技術仕様
| アウトウニオン・レーシングカー | アウトウニオン・レーシングカー                                          | アウトウニオン・レーシングカー                                          | アウトウニオン・レーシングカー                                                            | アウトウニオン・レーシングカー                                |
| 項目                           | タイプA (1934)                                                          | タイプB (1935)                                                          | タイプC (1936–37)                                                                         | タイプD (1938-39)                                             |
| ------------------------------ | ----------------------------------------------------------------------- | ----------------------------------------------------------------------- | ----------------------------------------------------------------------------------------- | ------------------------------------------------------------- |
| エンジン搭載方法               | 縦置き                                                                  | 縦置き                                                                  | 縦置き                                                                                    | 縦置き                                                        |
| エンジン形式                   | V16                                                                     | V16                                                                     | V16                                                                                       | V12                                                           |
| シリンダーバンク角             | 45°                                                                     | 45°                                                                     | 45°                                                                                       | 60°                                                           |
| エンジン排気量                 | 4,358立方センチメートル (265.9 cu in)                                   | 4,954立方センチメートル (302.3 cu in)                                   | 6,008立方センチメートル (366.6 cu in) (1936) 6,333立方センチメートル (386.5 cu in) (1937) | 2,990立方センチメートル (182.5 cu in)                         |
| ボアストローク比               |                                                                         | 72.5 mm (2.85 in) x 75.0 mm (2.95 in)                                   | 75.0 mm (2.95 in) x 85.0 mm (3.35 in) (1936) 77.0 mm (3.03 in) x 85.0 mm (3.35 in) (1937) | 65.0 mm (2.56 in) x 75.0 mm (2.95 in)                         |
| クランクシャフト               | 一体成型(クロム-ニッケル鋼)                                             | 一体成型(クロム-ニッケル鋼)                                             | 滑り軸受( ハースカップリング)                                                             | 転がり軸受                                                    |
| バルブトレーン - 点火方式      | 1× カムシャフト                                                         | 1× カムシャフト                                                         | 1× カムシャフト 2x マグネトー                                                             | 3x カムシャフト                                               |
| 吸気方式                       | 1x ルーツ式スーパーチャージャー                                         | 1x ルーツ式スーパーチャージャー                                         | 1 or 2x ルーツ式スーパーチャージャー                                                      | 2x ルーツ式スーパーチャージャー                               |
| 過給圧                         | 0.61バール (8.8 psi)                                                    | 0.75バール (10.9 psi)                                                   | 0.95バール (13.8 psi) (最大)                                                              | 1.67バール (24.2 psi)                                         |
| エンジン出力                   | 295 PS (217 kW; 291 hp) @ 4,500 rpm                                     | 375 PS (276 kW; 370 hp) @ 4,800 rpm                                     | 520 PS (382 kW; 513 hp) @ 5,000 rpm (1936) 545 PS (401 kW; 538 hp) @ 5,000 rpm (1937)     | 485 PS (357 kW; 478 hp) @ 7,000 rpm                           |
| トルク                         | 530 N⋅m (391 lbf⋅ft) @ 2,700 rpm                                        | 660 N⋅m (487 lbf⋅ft) @ 2,700 rpm                                        | 853 N⋅m (629 lbf⋅ft) @ 2,500 rpm                                                          | 550 N⋅m (406 lbf⋅ft) @ 4,000 rpm                              |
| トランスミッション             | 5速                                                                     | 5速                                                                     | 5速                                                                                       | 5速                                                           |
| 最高時速                       | 280 km/h (174 mph)                                                      |                                                                         | 340 km/h (211 mph)                                                                        | 340 km/h (211 mph)                                            |
| ブレーキ                       | 400 mm (15.7 in) 油圧式                                                 | 400 mm (15.7 in) 油圧式                                                 | 400 mm (15.7 in) 油圧式                                                                   | 400 mm (15.7 in) 油圧式                                       |
| ショックアブソーバー           | 摩擦式                                                                  | 摩擦式                                                                  | 摩擦式                                                                                    | フロント: 油圧式 リア: 油圧式/摩擦式                          |
| フロントサスペンション         |                                                                         |                                                                         | ダブルトレーリングアーム式トーションバーサスペンション(フォルクスワーゲン・タイプ1参照)   | ダブルトレーリングアーム式トーションバーサスペンション        |
| リアサスペンション             |                                                                         |                                                                         | スイングアクスル式トーションバーサスペンション                                            | ド・ディオン式トーションバーサスペンション                    |
| シャシー                       | 鋼管ラダーフレーム - メインフレーム(サイドメンバー)直径: 75 mm (3.0 in) | 鋼管ラダーフレーム - メインフレーム(サイドメンバー)直径: 75 mm (3.0 in) | 鋼管ラダーフレーム - メインフレーム(サイドメンバー)直径: 75 mm (3.0 in)                   |                                                               |
| ホイールベース                 |                                                                         |                                                                         | 2,900 mm (114.2 in)                                                                       | 2,800 mm (110.2 in)                                           |
| トレッド幅                     |                                                                         |                                                                         | 1,420 mm (55.9 in)                                                                        | 1,390 mm (54.7 in)                                            |
| 寸法 全長 × 全幅 × 車高        |                                                                         |                                                                         | 3,920 mm (154.3 in) × 1,690 mm (66.5 in) × 1,020 mm (40.2 in)                             | 4,200 mm (165.4 in) × 1,660 mm (65.4 in) × 1,060 mm (41.7 in) |
| 燃料容量                       |                                                                         |                                                                         | 200 L (44.0 imp gal; 52.8 US gal)                                                         |                                                               |
| 乾燥重量                       | 825 kg (1,819 lb)                                                       | 825 kg (1,819 lb)                                                       | 824 kg (1,817 lb)                                                                         | 850 kg (1,874 lb)                                             |
| 注記                           |                                                                         |                                                                         |                                                                                           | タイプDは1938年のレギュレーション改定を受けて開発された。     |